# Siergiej Olszanski
Siergiej Pietrowicz Olszanski, ros. Сергей Петрович Ольшанский (ur. 28 maja 1948 w Moskwie) – rosyjski piłkarz, grający na pozycji obrońcy, a wcześniej napastnika, były reprezentant Związku Radzieckiego, olimpijczyk, trener piłkarski.

## Kariera piłkarska

### Kariera klubowa
Wychowanek klubu MELZ Moskwa, a potem FSzM Łużniki Moskwa. W 1966 rozpoczął karierę piłkarską w klubie Buriewiestnik Moskwa. W 1969 został zaproszony do Spartaka Moskwa, w którym występował przez siedem lat. W 1975 został powołany do wojska, gdzie bronił barw wojskowego klubu SKA-Chabarowsk, a na początku 1976 służbowo przeniesiony do głównego wojskowego klubu CSKA Moskwa. W 1979 zakończył karierę piłkarską.

### Kariera reprezentacyjna
6 sierpnia 1972 debiutował w narodowej reprezentacji ZSRR w zremisowanym 4:4 meczu ze Szwecją. Łącznie rozegrał 19 meczów. Również w latach 1972-1975 wystąpił w 5 meczach olimpijskiej reprezentacji radzieckiej. Zdobył brązowy medal igrzysk olimpijskich w 1972 w Monachium.

## Kariera trenerska
Po zakończeniu kariery piłkarskiej rozpoczął pracę szkoleniową. Od września 1981 do sierpnia 1982 oraz od 1985 do czerwca 1986 trenował dzieci w Szkole Piłkarskiej CSKA. W międzyczasie, od września 1982 do 1984 pracował w sztabie szkoleniowym pierwszej drużyny CSKA. W lipcu 1986 został oddelegowany do Gwinei Bissau, gdzie prowadził do 1988 główny zespół wojskowy kraju. Potem pracował na różnych stanowiskach funkcjonariusza sportowego. Następnie w latach 1992-1996 pracował w Komitecie Wykonawczym Rosyjskiego Związku Piłkarskiego. Od 1997 do 2003 pracował w strukturach klubu CSKA. W latach 2001–2003 pomagał trenować FK Rieutow, a wiosną 2004 Saturn Jegorjewsk. Od 2005 kontynuował pracę jako dyrektor klubu Nika Moskwa.

## Sukcesy i odznaczenia

### Sukcesy klubowe
- mistrz ZSRR: 1969
- zdobywca Pucharu ZSRR: 1971

### Sukcesy reprezentacyjne
- brązowy medalista igrzysk olimpijskich: 1972

### Sukcesy indywidualne
- 4-krotnie wybrany do listy 33 najlepszych piłkarzy ZSRR: Nr 1 (1974, 1976), Nr 2 (1972, 1973)

### Odznaczenia
- tytuł Mistrza Sportu ZSRR: 1970
- tytuł Mistrza Sportu Klasy Międzynarodowej: 1974